# Anyer
Anyer är en ö i Indonesien.   Den ligger i provinsen Kalimantan Selatan, i den västra delen av landet. Arean är 2 217 kvadratkilometer.
Ön ligger i floden Barito på Borneo.
Terrängen på Anyer är mycket platt. Öns högsta punkt är 22 meter över havet. Den sträcker sig 86,9 kilometer i nord-sydlig riktning, och 61,6 kilometer i öst-västlig riktning.